# Ufejlbarhedsdogmet
Ufejlbarhedsdogmet er en dogme om pavens udtalelser i lærespørgsmål, der vedtogs af det første Vatikanerkoncil.
| Kristendom | Spire Denne artikel om kristendom er en spire som bør udbygges. Du er velkommen til at hjælpe Wikipedia ved at udvide den. |